# Can Miret (Cardedeu)
Can Miret és una masia del municipi de Cardedeu (Vallès Oriental) protegida com a bé cultural d'interès local.

## Descripció
És una masia amb teulada a doble vessant, orientada a migdia, porta dovellada i finestres motllurades, dues a baix i tres a dalt, la de la dreta desapareguda juntament amb gran part d'aquesta ala, tota en runes. Barri amb annexos mig enrunats. Presenta un rellotge de sol. Queden restes de l'era a l'exterior de la tanca. La casa fou restaurada fa uns 15 anys per a viure-hi, però problemes d'herències la van deixar abandonada, i la part dreta està molt malmesa. Els accessos foren tapiats el 1989. És un edifici molt interessant per la seva estructura global.